# Brownacris
Brownacris is een geslacht van rechtvleugeligen uit de familie veldsprinkhanen (Acrididae). De wetenschappelijke naam van dit geslacht is voor het eerst geldig gepubliceerd in 1958 door Dirsh.

## Soorten
Het geslacht Brownacris omvat de volgende soorten:
- Brownacris brachyptera Dirsh, 1958
- Brownacris gariepensis Brown, 1972
- Brownacris haackei Brown, 1972
- Brownacris karruensis Brown, 1972
- Brownacris microptera Dirsh, 1958
- Brownacris namaquensis Brown, 1972
- Brownacris robusta Brown, 1972